# Cyclus (afvalbedrijf)
Cyclus is een afvalbedrijf in Midden-Nederland.
In 2000 werden het Gemeenschappelijk Vuilverwerkingsbedrijf Midden-Holland en Rijnstreek (GVB) en de reinigingsdiensten van de gemeenten Bodegraven, Boskoop, Gouda en Waddinxveen samengevoegd tot één bedrijf: Cyclus.
Cyclus werkt in 8 gemeenten: Bodegraven-Reeuwijk, Gouda, Kaag en Braassem, Krimpen aan den IJssel, Krimpenerwaard, Nieuwkoop, Waddinxveen en Zuidplas.
De organisatie heeft de volgende taken: 
- verstrekken van afvaladvies
- voorlichting aan scholen en burgers
- verzamelpunten voor diverse afvalstromen
- ophaaldienst van huishoudelijk afval
- beheer openbare ruimten

Het hoofdkantoor van Cyclus is in Moordrecht.